# Дуаз-Ігрежаш (Віла-Верде)
Дуаз-Ігрежаш (порт. Duas Igrejas; МФА: [ˈdu.ɐz i.ˈgɾɐj.ʒɐʃ]) — парафія в Португалії, у муніципалітеті Віла-Верде. Розташована в північно-західній частині країни, на теренах історичної португальської провінції Дору-Міню. Входить до складу округу Брага. За адміністративним поділом, чинним до 1976 року, терени парафії були складовою провінції Міню. Належить до Бразької архідіоцезії Католицької церкви. Патрон — Діва Марія. Площа — 14,3359 км². Населення — 1291 ос. (2011). Слабо урбанізований регіон. Густота населення — 90,05 осіб/км²
. Код — 031314.

## Населення
| Кількість мешканців | Кількість мешканців | Кількість мешканців | Кількість мешканців | Кількість мешканців | Кількість мешканців | Кількість мешканців | Кількість мешканців | Кількість мешканців | Кількість мешканців | Кількість мешканців | Кількість мешканців | Кількість мешканців | Кількість мешканців | Кількість мешканців |
| ------------------- | ------------------- | ------------------- | ------------------- | ------------------- | ------------------- | ------------------- | ------------------- | ------------------- | ------------------- | ------------------- | ------------------- | ------------------- | ------------------- | ------------------- |
| 1864                | 1878                | 1890                | 1900                | 1911                | 1920                | 1930                | 1940                | 1950                | 1960                | 1970                | 1981                | 1991                | 2001                | 2011                |
| 1 297               | 1 274               | 1 236               | 1 306               | 1 346               | 1 456               | 1 218               | 1 664               | 1 880               | 1 772               | 1 237               | 1 733               | 1 433               | 1 407               | 1 291               |